# 紀政

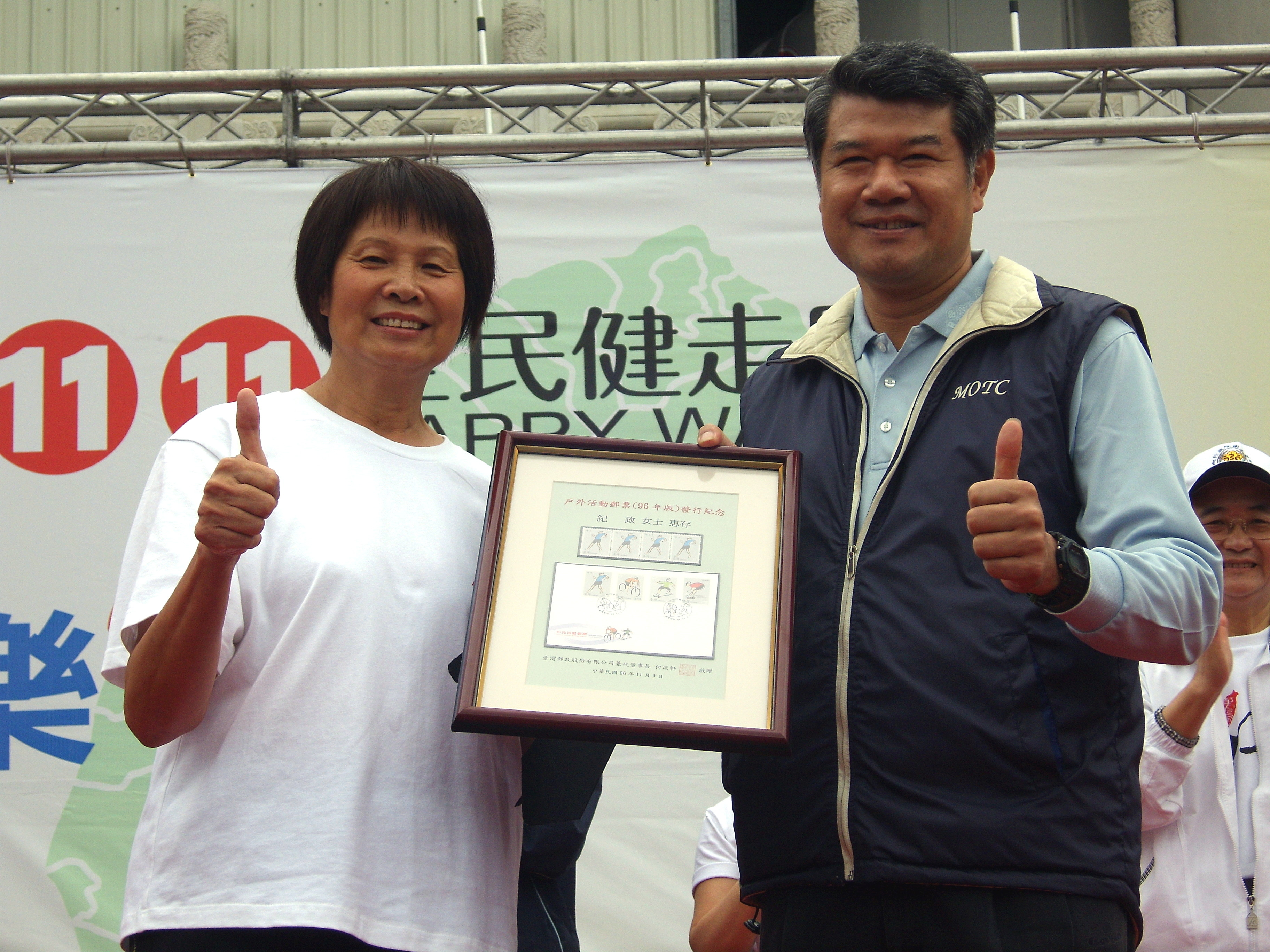
2007年1月1日，紀政、何煖軒

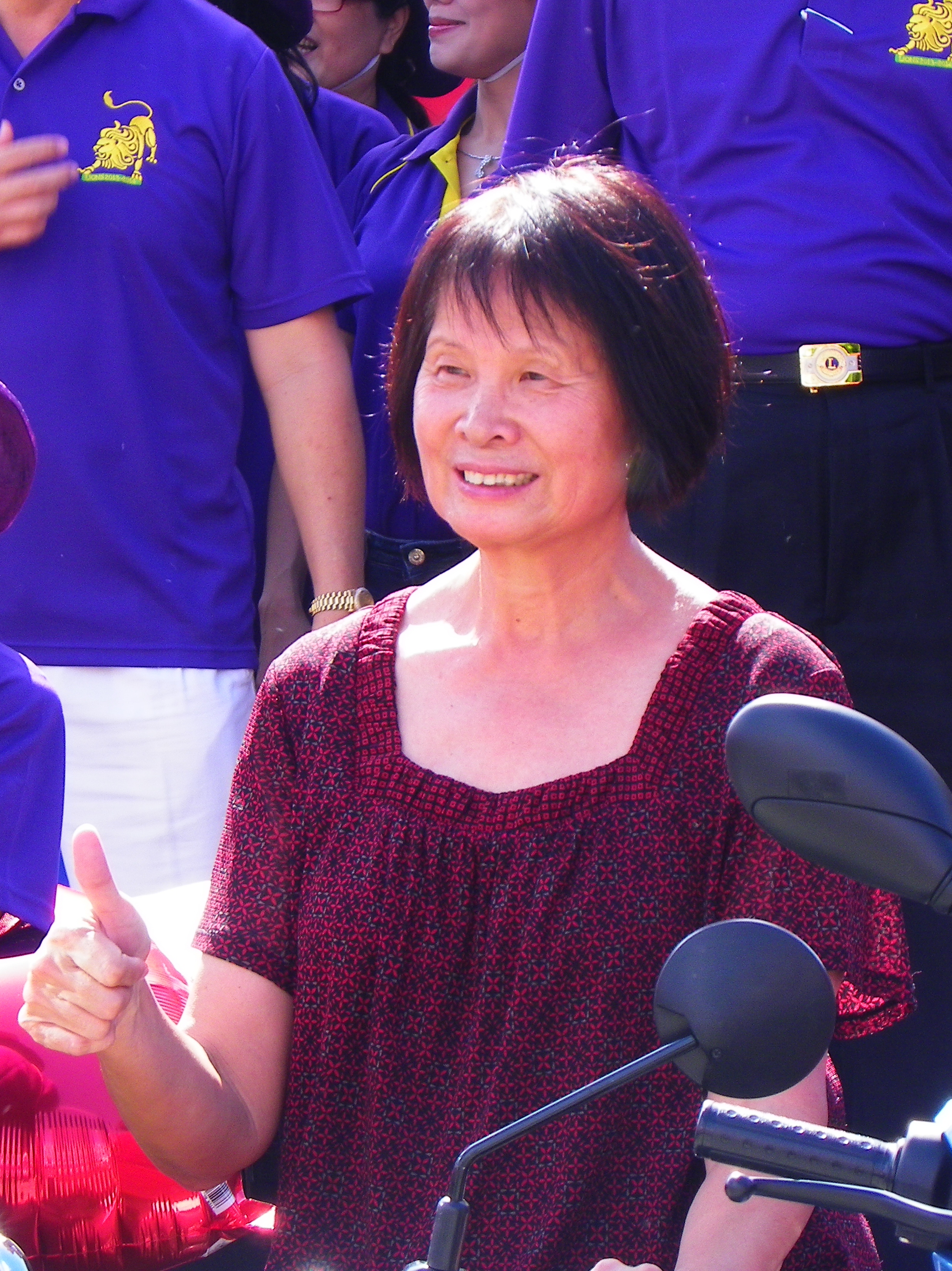
2013年環保愛地球重建倫理道德健行大會

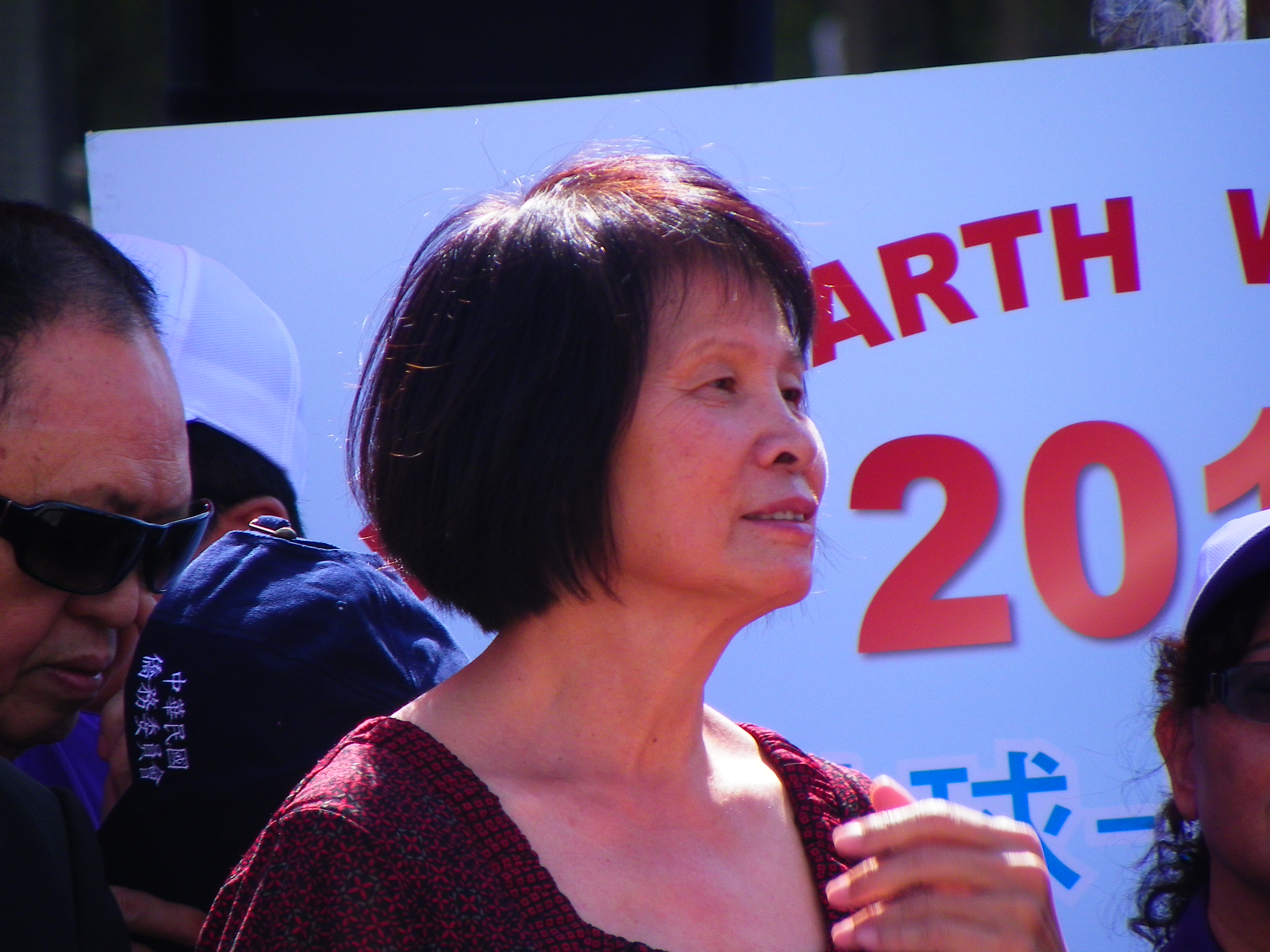
2013年環保愛地球重建倫理道德健行大會

紀政（1944年3月15日—），是中華民國前奧運田徑運動員，現任無任所大使、總統府國策顧問及臺北市政府市政顧問，曾任第一屆第三次至第五次增額立法委員。
紀政生於日治台灣新竹州新竹市牛埔（今新竹市香山區牛埔里）農村，父親紀清池有臺灣原住民道卡斯族血統，母親紀王尾則是新埔客家人。她的肌肉爆發力強，擅长短跑、跨欄、跳高、跳遠等田徑運動。1968年，在海拔兩千多米的墨西哥城舉辦的夏季奧林匹克運動會，紀政代表臺灣晉級女子田徑100公尺決賽，成為第一位晉級夏季奧林匹克運動會田徑女子100公尺決賽的亞洲人（第一位晉級夏季奧林匹克運動會田徑男子100公尺決賽之亞洲人是日本的吉岡隆德）；紀政也晉級田徑女子80公尺跨欄決賽，並在決賽跑出第三名獲銅牌，是代表臺灣女性運動員在奧運會上奪得的第一枚獎牌。
她也是繼楊傳廣在1960年羅馬奧運獲得男子十項全能銀牌後，第二位獲得奧運獎牌及晉級決賽的台灣運動員。下一位進入田徑決賽的是遠在44年後的鉛球張銘煌（扣掉無預賽、複賽制度的馬拉松）。
國際媒體稱她為「飛躍的羚羊」、「黃色閃電」。1977年，紀政返台就任于全國田徑協會總幹事一職，在1989年后她成為田協的理事長，於1993年卸任。1981年到1990年間，紀政以清新良好的形象被中國國民黨徵召，在台北市參選中華民國第一屆立法委員第三次增額選舉，當選立法委員，並兩度連任。2010、2011、2016、2021、2024年任總統府國策顧問。
紀政為「東京奧運正名活動」公投的發起人，其公投訴求是以「台灣」為名義參與2020年東京奧運；此事件引起東亞奧協理事會的關注。

## 生平
紀政出生于貧苦人家，家境清寒，甚至曾一度被送與她人做養女，在家中排行第三。

### 學生生涯
紀政在1955年還在念新竹師範附小時參加新竹縣（今新竹市，時為縣轄市）運動會跳高、跳遠、60公尺即獲得冠軍。參加縣運動會時看到其他選手穿着釘鞋，非常羡慕。纪政向她的父親纪清池提出買釘鞋的要求，纪清池咬牙向朋友借了新台幣200多元買一雙釘鞋。有了這雙釘鞋的鼓勵，紀政更加努力。
在中學期間，跳高跳遠的啟蒙教練為許明薰。
1956年小學畢業，升入新竹第二女中，年僅12歲參加全縣運動會，獲初中60公尺冠軍，跳高亞軍。1957年全縣運動會，奪得60公尺、百公尺及跳高三面金牌。同年紀政第一次參加臺灣省運動會，比賽雖然最後一名，但已走上田徑運動員之路。1958年3月，台灣第7屆中等以上學校運動會在台中市舉行，她以1公尺43得跳高冠軍，並刷新大會紀錄。10月在同一地點參加台灣省第13屆全省運動會，以1公尺45獲跳高冠軍。1959年她還是初中生即以12秒2打破了80公尺低欄的記錄。
1959年紀政初中是前三名畢業，本來可以被保送新竹女中或新竹師範學校，家人希望紀政去讀師範學校，因為三年畢業後可以去當老師。最後由田徑協會的理事長關頌聲支援紀政學費與生活費到台北上私立勵行中學接受訓練。高一時，紀政學業是全高一的第一名，很高興地去見關頌聲。有台灣田徑之父之稱的關頌聲說：「你全校第一名，只有你高中的老師和同學知道這件事情，但是你要好好地在運動方面下功夫，有朝一日，你是全世界最好的，全世界的人都認識你，也因為你的關係，全世界的人都知道你來自台灣，來自中華民國。」

### 運動員生涯
1960年羅馬的奧運會台灣代表決選的時候，紀政當時實力不足以選上，但是關頌聲看好紀政的潛力，想讓紀政去參加奧運，自己做80公尺低欄項目的發令員，在比賽時告訴紀政先跑後他再發令，結果紀政摔倒大哭。關頌聲再讓紀政跑一次，她以11秒9剛好合格的成績選上了奧運的代表。關頌聲苦心沒有白費，1960年的羅馬奧運會打開了紀政的視野，激起了紀政的雄心。紀政見識了美國首位在田径項目連得女子100公尺、200公尺，外加400公尺接力三枚金牌的女子選手威瑪·魯道夫的傑出表現。魯道夫成為紀政心目中永遠的英雄，日後兩人成為好友。
美國教練瑞爾（Vincent Reel）在1962年到台灣，擔任台灣亞運代表團的教練，他強力地建議台灣體育界讓紀政在1963年二月到美國南加州接受訓練並在當地高中學習英文。瑞爾推薦的另一位選手是吳阿民。1964年東京奧運，紀政二度參加奧運，未跑出個人最佳狀態。
1966年第五屆曼谷亞運會時，紀政已是世界級的選手，但是只在跳遠項目獲得金牌，之後即因左膝蓋受傷退出比賽；同年2月13日，當選第一屆十大傑出女青年:723。7月13日被國際統計局列名為世界最傑出女性運動員之一:715。
1968年墨西哥奧運紀政80公尺跨欄獲得銅牌，是繼羅馬奧運楊傳廣獲得十項全能銀牌之後的中華民國第二面奧運獎牌，更是台灣女性運動員首度在奧運獲得獎牌，也是東亞女運動員中第一位獲此殊榮者。在1968，1969，1970年她多次在國際競賽中獲得獎牌贏得亞洲女鐵人的封號。 這對1960年代國際地位不振的台灣來說，似乎是一隻強心針，鼓舞了國內外民心，使得她接續楊傳廣之後成為新的全民英雄。
1969、1970年兩年內紀政總共參加了154項競賽，共獲得153面獎牌。紀政有許多次破亞洲、全國紀錄的表現。項目包括跳高、短跑、跨欄、跳遠及五項全能。紀錄包括1969年3月25日100碼（10.3秒，手動計時）、1969年美國加州聖安東尼學院200公尺低欄(26.2秒，手動計時)、1969年7月29日100碼（10.3秒，手動計時）、1970年6月13日100碼（10秒，手動計時）（美國波特蘭）、1970年7月18日100公尺（11秒，手動計時）（奧地利維也納）、1970年6月13日220碼（22.7秒，手動計時）（美國波特蘭）、1970年7月3日220碼（22.6秒，手動計時）（美國洛杉磯）、1970年7月12日200公尺（22.4秒，手動計時）（德國慕尼黑）、1970年7月12日100公尺低欄（12.8秒，手動計時）（德國慕尼黑）。國際媒體稱她為「東方飛躍的羚羊」，「黃色的閃電」。
1970年12月11日紀政在泰國曼谷以11秒63獲第六屆亞運女子100公尺金牌。原本預計得五面金牌的她於13日下午400公尺決賽，離終點五十公尺因腿傷退出比賽。由於運動傷害，而且開刀不成功，结束她的運動生涯。
1972年夏季奧林匹克運動會，中華民國代表團由紀政身穿旗袍，手持中華民國國旗參加開幕典禮，但因為在該屆奧運會開幕前受傷，紀政並未參加比賽。
1976年蒙特婁奧運開始前，當時加拿大總理杜魯道曾以「中國」名稱問題，拒發給中華民國奧運代表團入境簽證。杜魯道要求中華民國代表團改稱「臺灣」才給與入境參賽。同年7月9日楊傳廣與紀政闖關進入蒙特婁而引發國際媒體關注此事件，7月16日國際奧委會召開緊急會議，決議中華民國奧運代表團以臺灣名稱參賽，其原來使用的青天白日滿地紅國旗、國歌都沒有改變。後來，當時行政院長蔣經國得知後不接受此決議而不參加當屆奧運。
1977年1月1日，紀政返台接全國田徑協會總幹事一職 。紀政引進了不少觀念，包括邀請世界頂尖高手來台，著重行銷，加強教練的培育，積極向下扎根，在亞洲賽也屢傳佳績。紀政一直作到1989年。1989年她成為田協的理事長，於1993年卸任。又獲頒了元老獎章。
1970至1990年期間，中華民國選手一度被摒棄在亞運之外。在紀政打贏國際田徑總會不能撤銷中華田徑協會會籍的官司後，中華民國選手在1990年亞運前可以參加亞洲賽。1981年紀政幫助中華民國奧林匹克委員會以｢中華台北｣的名義繼續參加國際奧運。

### 運動員啟發
在運動生涯中首次接觸到肌內效貼布，因功效神奇，在1997年將肌內效貼布引進台灣，也讓更多運動員受惠。在2008年成立了社團法人中華肌內效協會，鼓勵醫療人員與運動選手投入肌內效貼紮的教育與應用。

### 軼事
1970年的曼谷亞運會上，紀政對外國記者表示：「我的皮膚是中國人的，眼睛是中國人的，我全身無處不是中國人的，我要永遠做中國人，為國爭光。」

### 從政
1981年到1990年間，紀政被國民黨徵召參與台灣政治，以清新良好的形象在台北市參選中華民國第一屆立法委員第三次增額選舉，當選立法委員。1983年她再度參選增額立法委員，當選連任。1986年她第三度參選增額立法委員，再度當選連任。
2003年她出版了自傳《永遠向前－紀政的人生長跑》。紀政的座右銘是「一個人可以失掉財富、愛情，但是如果失去了勇氣，一切都完了。」
2004年過完60歲生日後，為促進國人健康，提昇國家形象，她發起【百萬聚樂步】，目標是推動百萬國人日行萬步，她的夢想是讓台灣以萬步寶島享名國際。
2009年馬英九總統請紀政出任2010年無給職總統府國策顧問。2011年獲續聘。
2013年紀政抨擊馬英九總統在馬王政爭中鬥爭立法院長王金平，要求馬英九總統馬上下台，紀政批評馬英九現在民調僅剩9%「馬英九還有臉在做總統」，其表示當年馬英九批評前總統陳水扁僅18%的支持度，而要求陳水扁下台，現在馬英九民調為9%，而沒有下台，根本是雙重標準。

## 私人生活

### 瑞爾
1970年12月紀政與比她年長三十歲的美國教練瑞爾結婚。1976年生女精敏，1977年紀政攜女返台，女兒精敏託給台灣好友陳經緯、顏瑞徵夫婦帶。1981年紀政與瑞爾離婚。女兒精敏7歲時赴美。2007年精敏在洛杉磯結婚，2011年返台學習國語、台語。

### 沈君山
《永遠向前—紀政的人生長跑》書中提及，沈君山與紀政結識於1978年，紀政讓沈君山留下深刻印象。1979年，國際奧會執委會在日本名古屋召開，為爭取中華民國會籍問題，當時為「中國會籍危機處理小組」成員之一的沈君山，堅持要紀政、楊傳廣一同出席在名古屋召開的記者會。從名古屋回台後，沈君山與紀政的感情迅速升溫。兩人曾共遊希臘，在愛琴海邊許下誓言，但最後愛情昇華成友情。2005年沈君山二度在新竹中風，半夜打電話給紀政求救，紀政馬上找來了沈君山的管家與119，先送新竹馬偕醫院急救，紀政自己也從台北趕來。原計畫轉台大醫院，後台大醫院打電話給新竹馬偕醫院，說沒病床。紀政打電話給台北市副市長葉金川，他是臺灣大學醫學院畢業的校友，才調到病床，救了沈君山。

### 張博夫
1982年張博夫自眾多追求者中脫穎而出，與紀政結婚，兩人育有一女張家敏，1998年離婚。

## 國際大型運動賽會
| 年   | 賽事               | 舉辦城市       | 名次   | 項目                   | 記錄                     |
| ---- | ------------------ | -------------- | ------ | ---------------------- | ------------------------ |
| 1960 | 夏季奧林匹克運動會 | 義大利羅馬     | 5h6    | 80公尺跨欄（76.2公分） | 12.71秒（Personal Best） |
| 1964 | 夏季奧林匹克運動會 | 日本東京都     | 24q1   | 跳遠                   | 5.67公尺                 |
| 1964 | 夏季奧林匹克運動會 | 日本東京都     | 第17名 | 五項混合運動           | 4229（Season Best）      |
| 1964 | 夏季奧林匹克運動會 | 日本東京都     | 7h2    | 80公尺跨欄（76.2公分） | 11.18秒                  |
| 1966 | 亞洲運動會         | 泰國曼谷       | 金牌   | 跳遠                   | 5.95公尺（Season Best）  |
| 1966 | 亞洲運動會         | 泰國曼谷       | 銀牌   | 4×100公尺接力          | 47.8秒（hand timing）    |
| 1968 | 夏季奧林匹克運動會 | 墨西哥墨西哥城 | 第7名  | 100公尺                | 11.53秒A                 |
| 1968 | 夏季奧林匹克運動會 | 墨西哥墨西哥城 | 銅牌   | 80公尺跨欄（76.2公分） | 10.51秒A                 |
| 1968 | 夏季奧林匹克運動會 | 墨西哥墨西哥城 | 6h2    | 4×100公尺接力          | 47.24秒A                 |

| 年   | 賽事       | 舉辦城市 | 名次 | 項目    | 記錄                  |
| ---- | ---------- | -------- | ---- | ------- | --------------------- |
| 1970 | 亞洲運動會 | 泰國曼谷 | 金牌 | 100公尺 | 11.6秒（hand timing） |

## 統計
| 成績    | 風速（m/s） | 日期          | 地點            |
| ------- | ----------- | ------------- | --------------- |
| 11.22秒 | +1.9        | 1970年7月18日 | 奥地利維也納    |
| 11.87秒 | -2.6        | 1969年8月1日  | 英国 英格兰倫敦 |

## 荣誉

### 中华民国勋章奖章
- 二等景星勋章（2005年9月13日于台北总统府颁授[15]）

### 奖项
- 1970年 美聯社年度運動員
- 1987年 國際田徑聯盟特別獎章
- 2001年被選入｢國際學者暨運動員名人堂｣
- 2002年 亞洲田徑協會票選紀政為20世紀亞洲最佳女選手

### 荣誉市民
- 2013年4月20日 獲頒新竹市「榮譽市民」

## 演出

### 電影
| 年份   | 片名         | 飾演 |
| 1986年 | 《飛躍羚羊》 | 自己 |

### 廣告
1986年，桂格燕麥片

## 出版書籍
| 年     | 書名                             | 作者           | 出版社   | ISBN            |
| 2003年 | 自傳《永遠向前－紀政的人生長跑》 | 刁明芳，謝其濬 | 天下文化 | ISBN 9864171054 |

## 外部連結
- 紀政在国际奥林匹克委员会的资料
- 紀政在的頁面
- 紀政在香港影庫上的簡介
- 希望基金會 （页面存档备份，存于）
- 財團法人希望基金會的Facebook專頁
- 運動員啟發創立社團法人中華肌內效協會 （页面存档备份，存于）
- 聯合報新聞「紀政接觸肌內效貼布讚嘆為：魔術先生」